# Gang Wars
Gang Wars (ギャングウォーズ?) è un videogioco arcade sviluppato nel 1989 da Alpha Denshi e pubblicato da SNK. Dal 2012 è distribuito tramite PlayStation Network.
Il videogioco è un picchiaduro a scorrimento simile a P.O.W. - Prisoners of War, prodotto l'anno precedente da SNK, e Double Dragon. Da quest'ultimo trae inoltre l'ambientazione, una New York in stile I guerrieri della notte.